# Mirna
 Ovo je glavno značenje pojma Mirna. Za druga značenja pogledajte Mirna (razdvojba).
Rijeka Mirna (tal. Fiume Quieto, lat. Ningus Flumen) je rijeka u Hrvatskoj, najduža rijeka u županiji Istarskoj dužine 53 km.

## Opis
Mirna ima razgranato izvorište kod mjesta Hum na 250 m/nv, podno Ćićarije. Teče kroz fliš i vapnence. Ubrzo poprima karakter kanjonske rijeke i kod buzetske doline je na 50 m/nv. U donjem toku rijeka je mirno teče blagim padom pa je vjerojatno po tome dobila ime. Nakon buzetske doline usjekla je 200 metara dubok kanjon a nakon Istarskih toplica širi se u naplavnu dolinu i vijugavo teće do ušća. Glavni pritoci su joj Draga, Rečina, Botonega (Butoniga) i Bračana (Bracan). Osim spomenutih pritoka ima na desetke bujičnih povremenih tokova na kojima se nalazi 17 slapova visine do 30 m. Na svom toku vodama se nadopunjava također iz tri krška izvora: sv. Ivan kod Buzeta, sv. Stjepan kod Istarskih toplica te izvor Gradole u donjem toku. U Jadransko more (zaljev Luka Mirna) ulijeva se 3 km istočno od Novigrada. U najnižem dijelu je slana i bočata, jer u nju prodire plimni val mora. 
Prirodna znamenitost je Motovunska šuma, stanište hrasta lužnjaka, koji raste na kontinentu a na mediteranu je izuzetno rijedak. Znameniti su također crni i bijeli tartufi, gljive koje gurmani posebno cijene.
U donjem dijelu toka je kanalizirana još 1631., a močvarišta uz nju se navodnjavaju i obrađuju. Tijekom gradnje Istarskog ipsilona, preko rijeke je sagrađen most duži od 1 km a odmah na ušću nalazi se stari most Antenal, iako to nisu jedini mostovi preko Mirne oni su najznačajniji za promet između Italije i južne Istre.

## Biljke i životinje
U gornjem toku Mirne ima potočne pastrve, a uz ušće jegulje, lubina, komarče, ovčice, cipla i dr. Na umjetnom jezeru Butonigi, koje istječe u Mirnu, ima šarana, klena i pastrve.